# Catocala moerrens
Catocala moerrens är en fjärilsart som beskrevs av Fuchs 1889. Catocala moerrens ingår i släktet Catocala och familjen nattflyn. Inga underarter finns listade i Catalogue of Life.